# Matchrute
Als Matchrute (engl. match – Wettkampf) und Kampfrute wird eine Angelrute bezeichnet, die meist aus drei Teilen besteht. Sie wird speziell für die Friedfischangelei verwendet und kommt ursprünglich aus England. Sie besitzt häufig eine Spitzenaktion, biegt sich also nur im oberen Drittel, und ist mit einer Vielzahl hochbeiniger Ringe ausgestattet. Die üblichen Längen liegen zwischen 3,60 m und 4,20 m.
Da Matchruten im Vergleich zu Allroundruten sehr viele Ringe besitzen, ist es möglich, verhältnismäßig dünne Schnüre zu verwenden. Die im Normalfall durch den Fisch auf die Sehne ausgeübte Kraft wird bei einer Matchrute auf die vielen kleinen Ringe verteilt. Diese drei Eigenschaften, relativ große Länge, Spitzenaktion und dichte Beringung mit kleinen Ringen, sind für die Matchrute charakteristisch und machen diese für Wettkämpfe, in denen es darum geht, in kurzer Zeit viele kleine Fische zu fangen, so beliebt.
Matchruten haben im Vergleich zu anderen Ruten ein sehr geringes Wurfgewicht, welches meist zwischen 10 und 30 Gramm liegt.